# Reek
Reek (dialect: De Reek) is een dorp en voormalige gemeente in het noorden van de Nederlandse provincie Noord-Brabant tussen Schaijk en Grave, in de gemeente Maashorst. Op 1 januari 2023 telde het dorp 1.770 inwoners, verdeeld over 718 woningen, met een gemiddelde WOZ-waarde van € 421.000, op een oppervlakte van 10,39 km². Reek telt hiermee de minste inwoners binnen de gemeente Maashorst.

## Toponymie
De naam Reek komt van reke dat reeks of lange rij betekent. Dit vanwege de langgerekte vorm van de vroegere nederzetting.

## Geschiedenis
Reek is ontstaan in de Middeleeuwen. Het behoorde tot het Land van Herpen, later Land van Ravenstein. Reek werd voor het eerst vermeld in een oorkonde uit 1356 als buurtschap "De Reke. In 1382 werd melding gemaakt van de hoeve "inden Reke bij den Velperhout".
Reek viel onder de parochie Velp. Pas in de loop van de 17e eeuw werd Reek een zelfstandige parochie. Wel had Reek een eigen kapel, die reeds in 1455 voor het eerst werd vermeld.
In 1520 werd voor het eerst melding gemaakt van een kerk, gewijd aan de Heilige Antonius Abt en Sint-Donatus. Deze kerk werd in 1789 gesloopt. In 1803 werd een nieuwe kerk gebouwd, die echter in 1926 eveneens werd gesloopt. De nieuwe bakstenen Antonius Abtkerk verrees in basilicale stijl enkele tientallen meters verderop.
In 1800 werd Reek een zelfstandige gemeente, met de gehuchten Driehuis, Duifhuis, Straat en Hoefkens. De oppervlakte was 1280 hectare; het aantal inwoners groeide van ongeveer 700 naar ongeveer 1000 (1942).
In 1814, toen de Franse bezetting ten einde liep, heeft de Reekse bevolking zich buitengewoon dapper gedragen. Toen het Franse garnizoen zich nog te Grave bevond en dit belegerd werd, streden de Rekenaren bij alle attaques in de voorste linies, en op 15 januari 1814 staken ze als eersten, in het zicht van de vijand, de vlag op en ze deden alsof de gemeente met militaire magt was bezet. Aldus mochten ze in het gemeentewapen de letters R R R voeren: Reek Religione Regi: Reek voor godsdienst en vorst.
In 1857 kochten de zusters van het Klooster Bethlehem te Haren het uit 1828 stammende landhuis Oudhof, waar ze een dochterklooster stichtten onder de naam: Sint-Elisabeth. De zusters verzorgden er een bewaarschool en deden aan voorschoolse opvang voor meisjes, opdat ze niet met de jongens op het schoolplein in aanraking zouden komen. Aanvankelijk waren er weinig inkosten, maar in 1900 kon men dankzij een legaat een nieuwe kapel bouwen. Men begon een naaischool, maar in 1948 wilde men overgaan op een contemplatieve leefwijze, waarbij men zou gaan bidden voor de hereniging der Kerken en de "bekering van Rusland". De zusters gingen Zusters Penitenten van de Eenheid heten en het klooster werd omgedoopt in Nazareth. Aan de onderwijsactiviteiten kwam een einde. In 1961 kwam de congregatie los van die in Haren te staan. Men wilde daarna zelfs nog uitbreiden, maar dat kon om financiële redenen niet doorgaan. In 1965 verhuisden de zusters naar een leegstaand klooster te Huissen, waarna het Reekse klooster werd gekocht door de kunstschilder Jan Hendrik Koning, die er een atelier in vestigde.
Zoals in zo veel gemeenten tussen Maas en Peel was het boerenbestaan in Reek niet eenvoudig. De vruchtbare grond langs de Maas overstroomde elke winter, soms voor maanden, en kon daarom alleen als weidegrond gebruikt worden; bovendien eisten de overstromingen geregeld mensenlevens (zie Beerse Overlaat). De hogere grond bestond uit heide (hoogveen) die eigenlijk alleen voor schapen en het steken van turf bruikbaar was. De aanleg van de rijksstraatweg 's-Hertogenbosch - Nijmegen trok enige industrie aan, maar het dorp heeft zijn landelijk karakter behouden.
Wegens het geringe aantal inwoners werden in de 19e eeuw verscheidene pogingen gedaan de gemeente weer op te heffen. Dit gebeurde uiteindelijk op 16 juli 1942, onder de Duitse bezetting. Grave kreeg het gebied de Bergen, het Duifhuis ging voor het grootste gedeelte naar Zeeland en het overige deel maakte voortaan deel uit van Schaijk. Op 1 januari 1994 werden ook Zeeland en Schaijk opgeheven en bij de nieuwe fusiegemeente Landerd gevoegd. Op 1 januari 2022 fuseerde de gemeenten Landerd en Uden tot de gemeente Maashorst. Zie ook: Lijst van burgemeesters van Reek.

## Bezienswaardigheden
- De kerk van Sint-Antonius Abt en de Heilige Donatus, uit 1927, is een driebeukige kerk in vroegchristelijke basilicale stijl, ontworpen door Caspar Franssen. Tegen de noordmuur bevindt zich de grafsteen van Arnold Borret, die alhier pastoor was. Bouwpastoor was de eigenzinnige Xavier Smits, die tegen alle adviezen in de oude kerk sloopte om aldus aan geld te komen voor de nieuwe kerk. Xavier Smits sloopte ook het Smits-orgel uit 1829, dat nota bene in 1845 aan de kerk geschonken was en als demonstratie-orgel voor potentiële klanten diende. In het kader van een vete tegen het gelijknamige Reekse orgelbouwersgeslacht (echter geen familie van de pastoor) stookte de pastoor de orgelkast naar verluidt op, toen de wind in de richting van de orgelbouwerswerkplaats stond. De vete kwam voort uit het feit dat de pastoor meende dat de liberale heerschersfamilie Smits in te hoge mate de dienst uitmaakte in Reek, een rol die hij veeleer zichzelf had toegedacht.
- Ten noorden van de kerk bevindt zich de begraafplaats, waar de oude kerk heeft gestaan en nu nog de bomen te zien zijn die de kerk flankeerden.
- Van groot belang zijn woonhuis en werkplaats van de orgelbouwersfamilie Smits. In het bovenlicht van de voordeur van dit schilderachtige gebouw is een orgel afgebeeld. Voor het huis bevindt zich een beeldje: orgelbouwers Smits van René van Seumeren, uit 1983. In dit huis hebben orgelbouwers gewoond die van 1818 tot 1925 een honderdtal kerkorgels van hoge kwaliteit hebben vervaardigd. Antonius Smits (1758 - 1823), organist en kruidenier in Reek, had als hobby het maken van orgelpijpen en het stemmen van orgels. Zijn zoon Franciscus Cornelius Smits werd orgelbouwer, waarna kleinzonen en achterkleinzonen de traditie tot 1925 hebben voortgezet.
- De Hellemolen of De Witte Molen is een witgeschilderde ronde stenen molen uit 1832. Deze molen bevindt zich aan de Rijksweg.

## Verkeer en vervoer
Reek wordt bediend door de volgende buslijnen:
- Lijn 96: Grave - Schaijk - Oss
- Lijn 99: Nijmegen - Grave - Uden
- Lijn 254 Schaijk - Uden
- Lijn 690: Grave - Schaijk - Heesch - 's-Hertogenbosch

Zie ook
- Lijst van rijksmonumenten in Reek
- Lijst van gemeentelijke monumenten in Reek

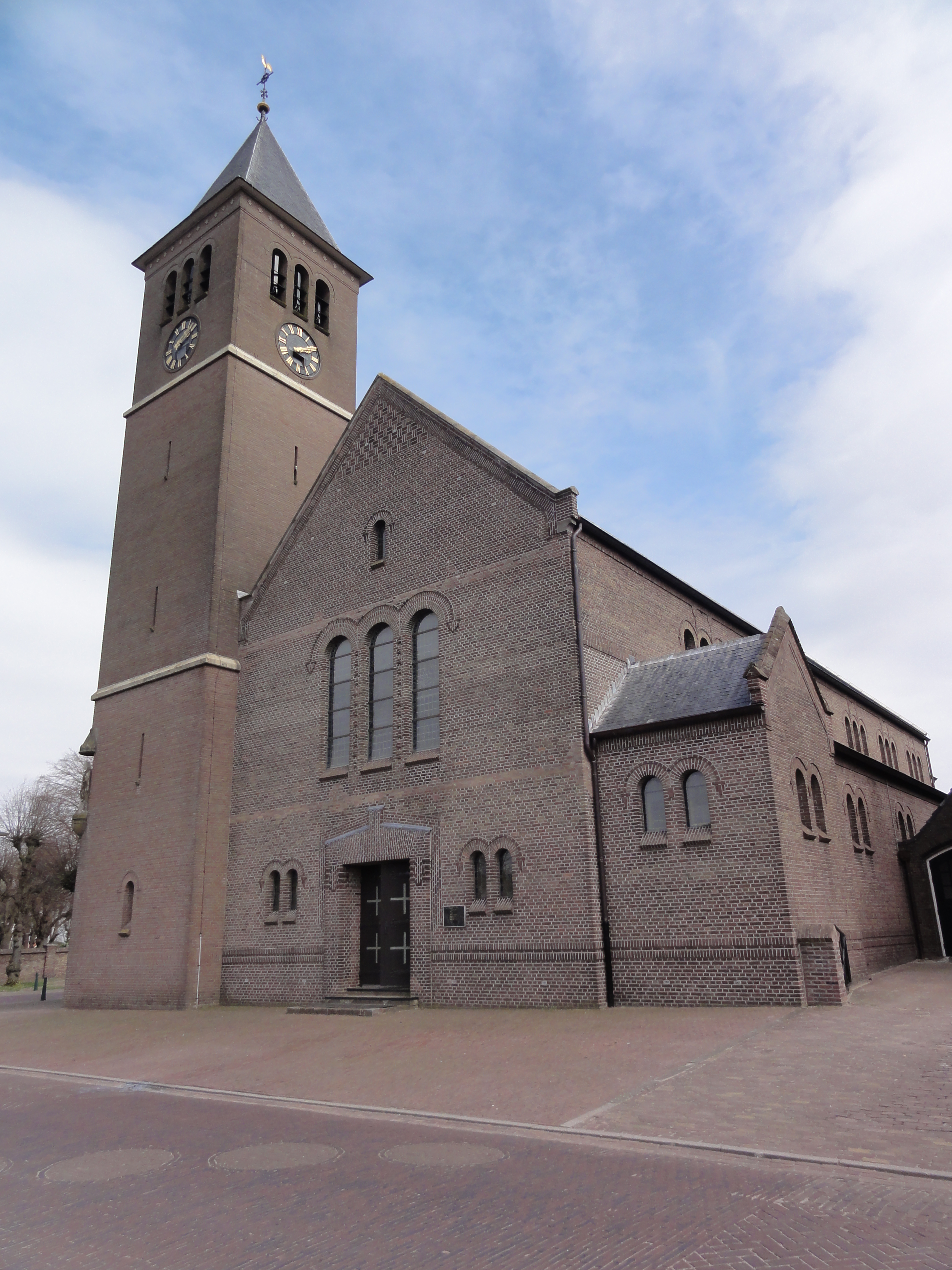
Kerk H.Antonius Abt, vooraanzicht
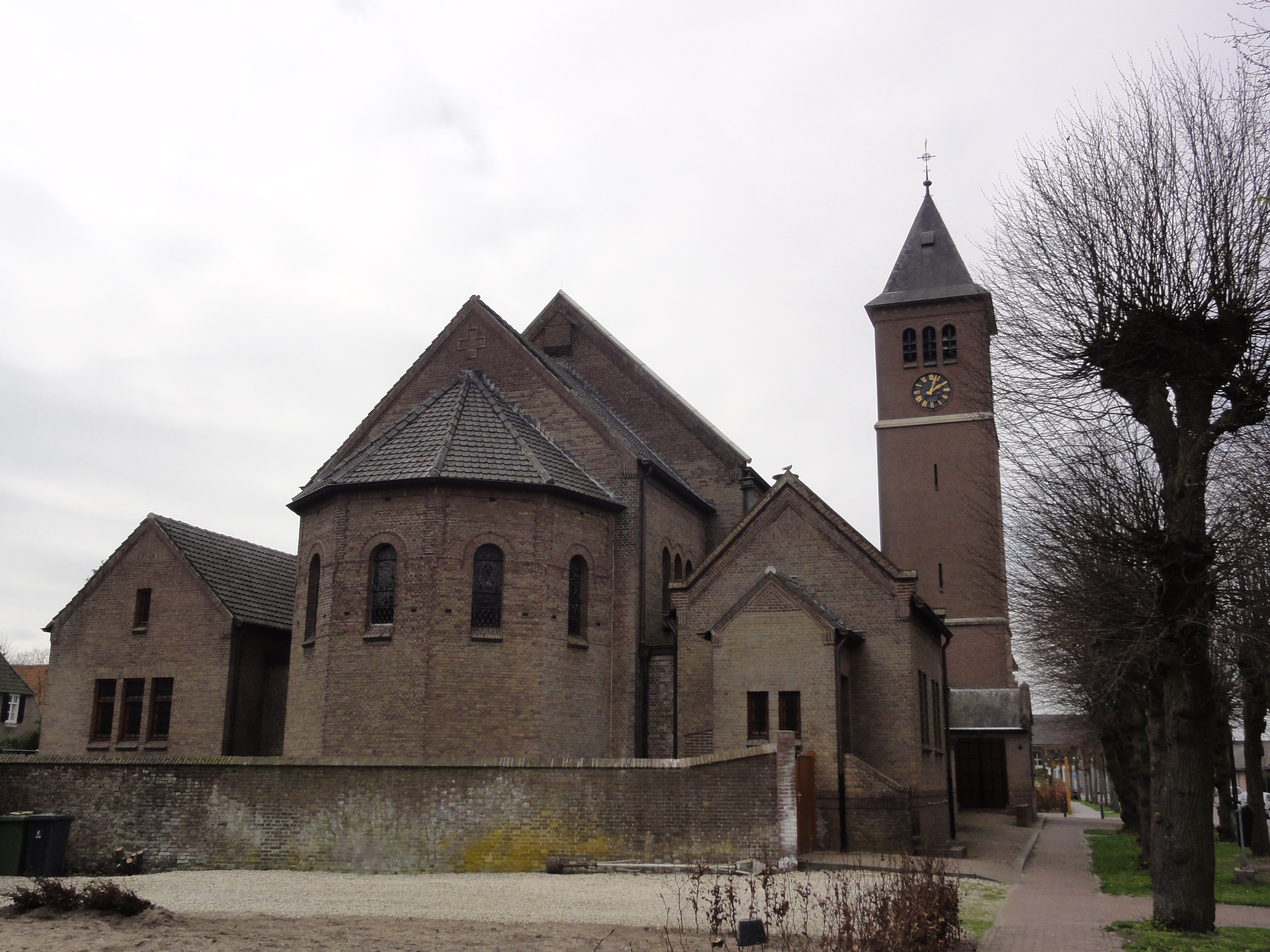
Kerk H.Antonius Abt, achteraanzicht
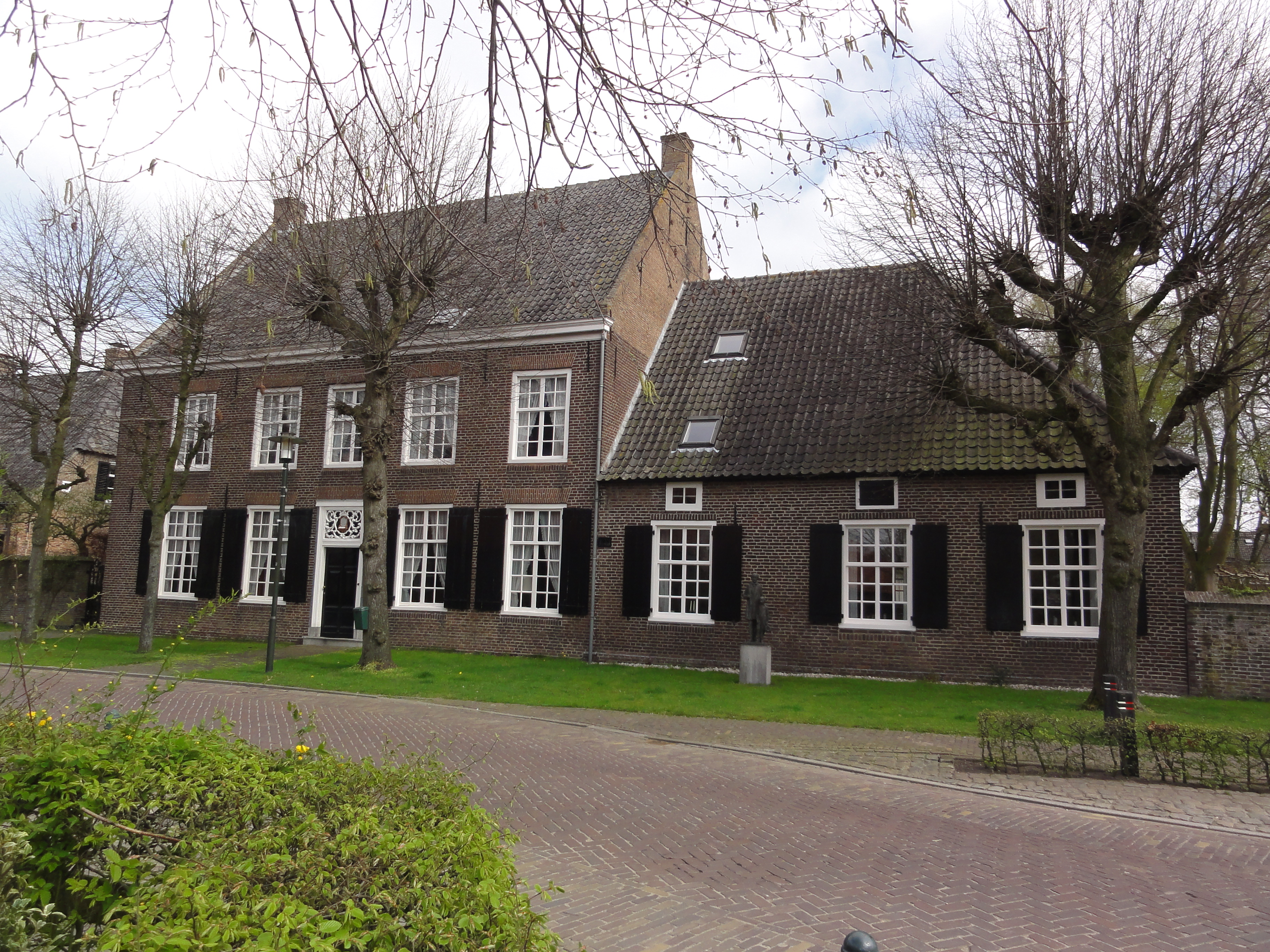
Huis met aanbouw van orgelbouwers Smits
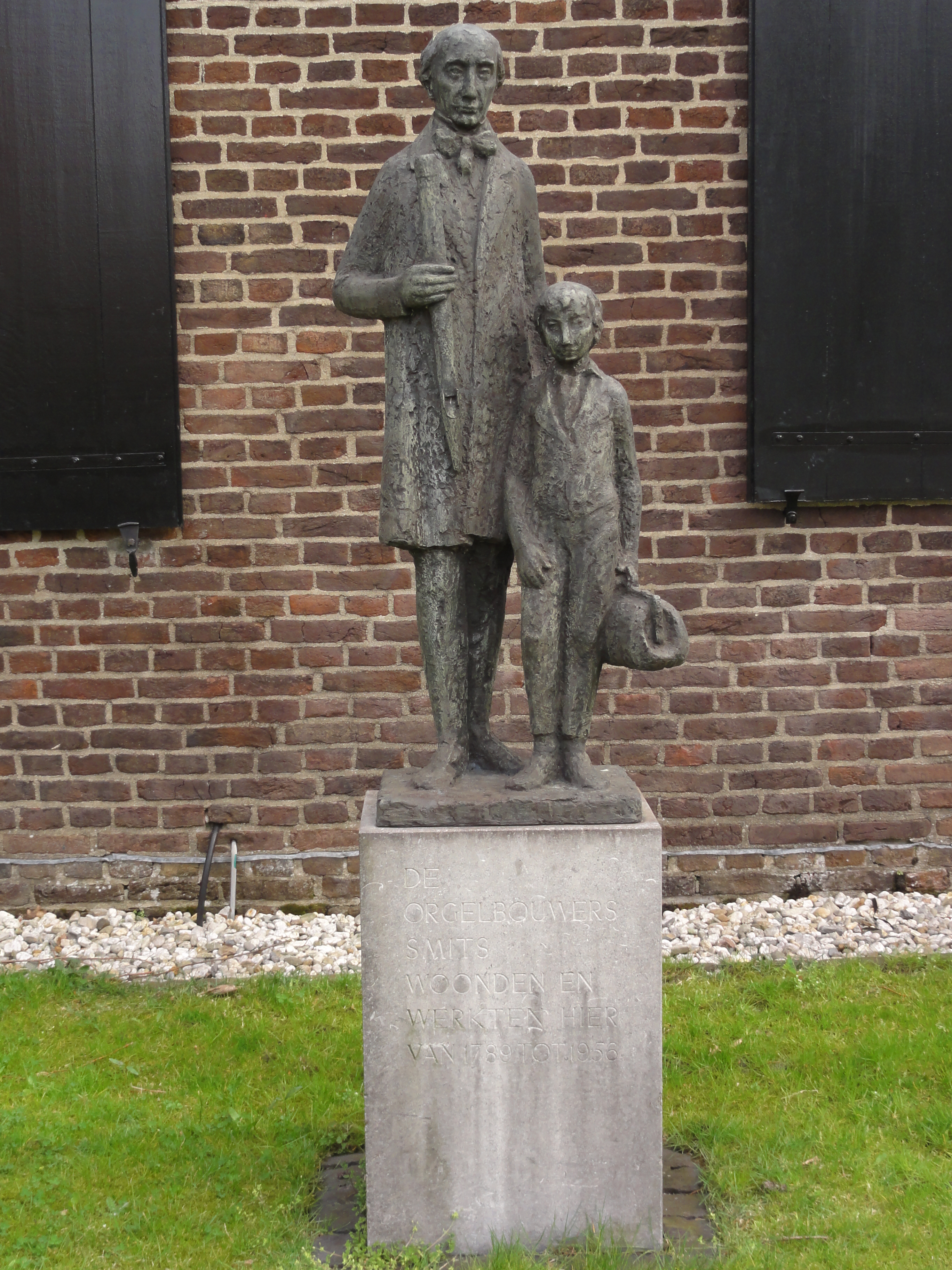
Beeldje orgelbouwers Smits door René van Seumeren
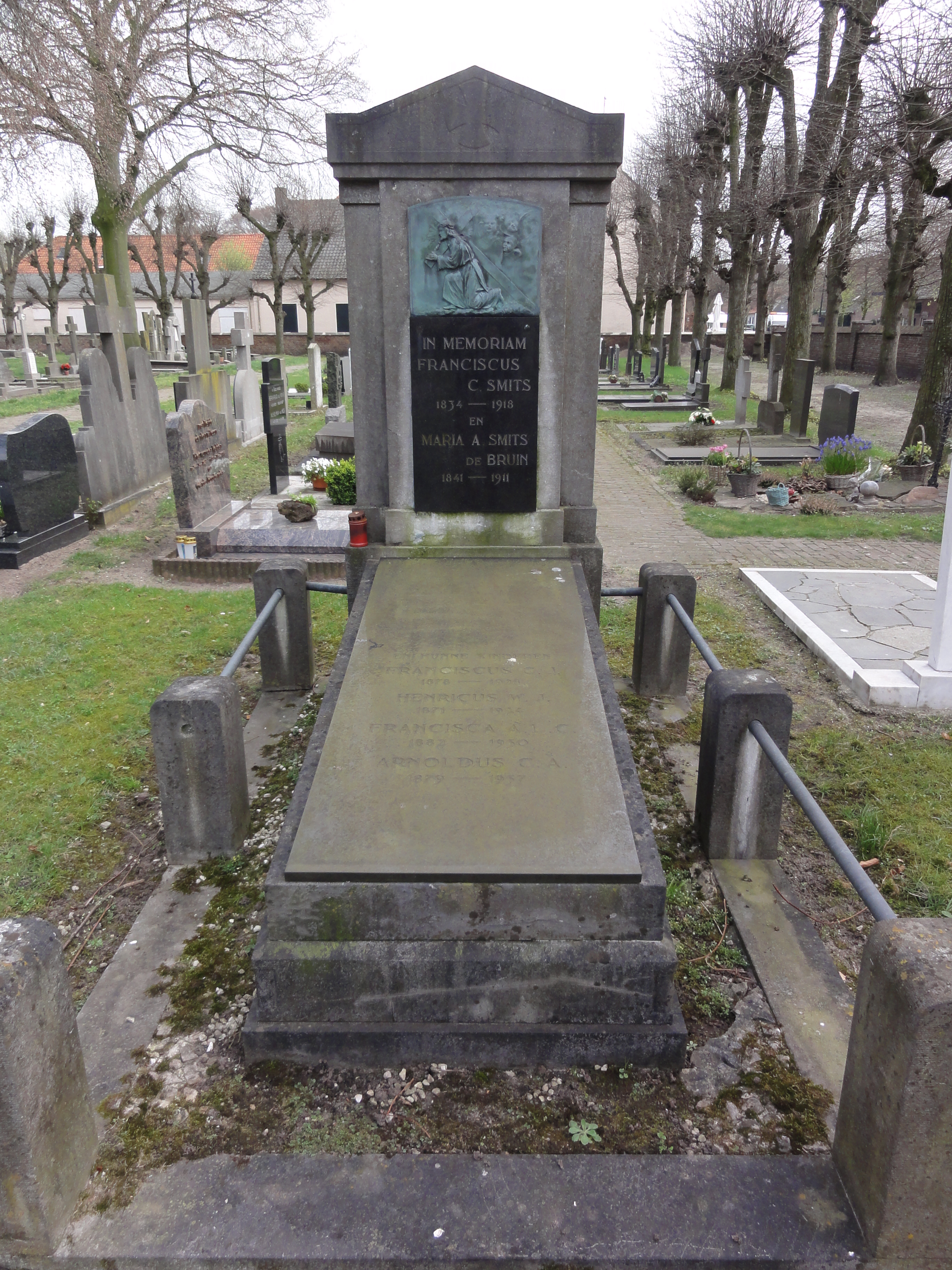
Graf orgelbouwersfamilie Smits
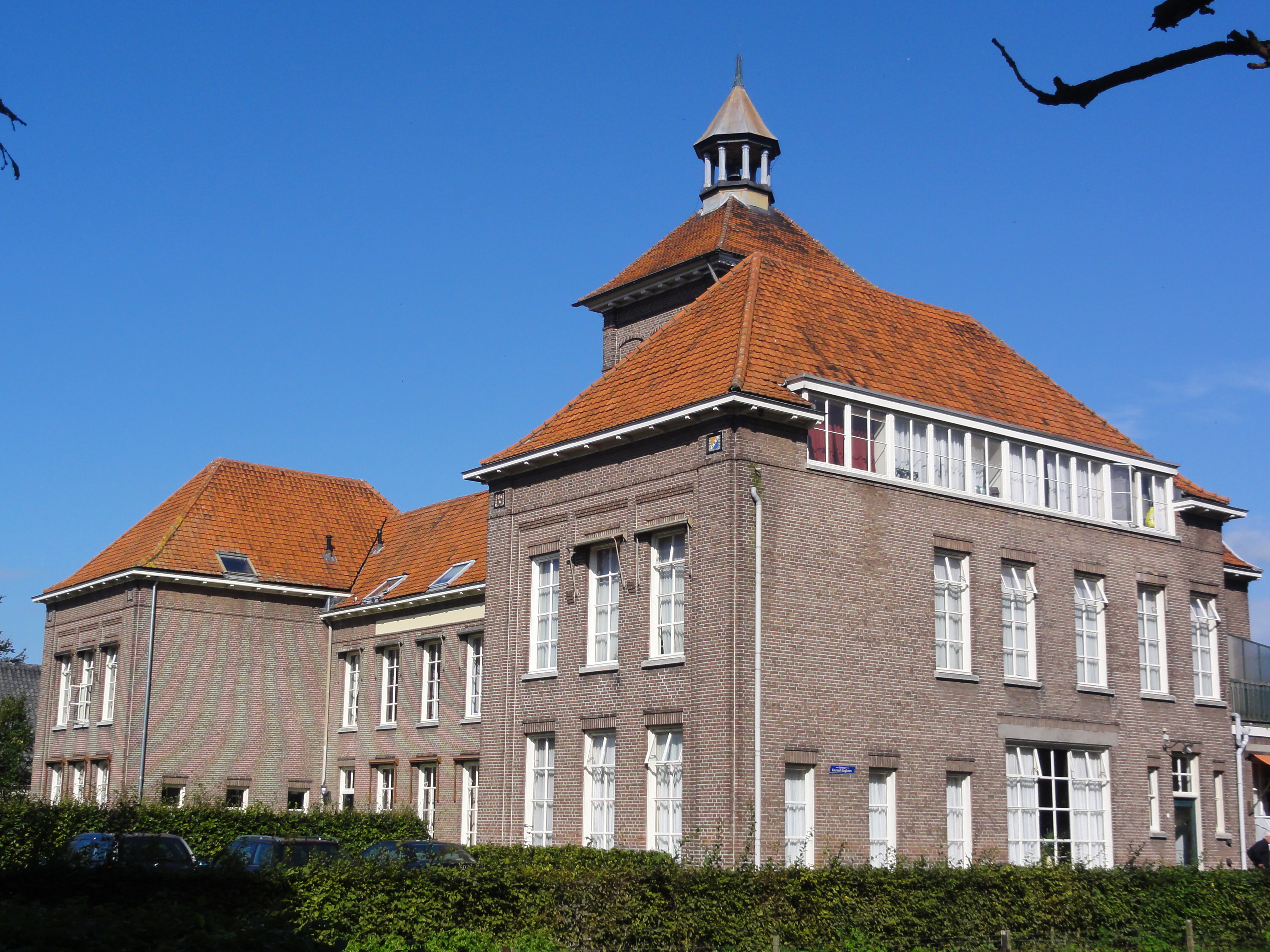
Voormalig nieuwe Franciscanessenklooster, Heytmorgen 5
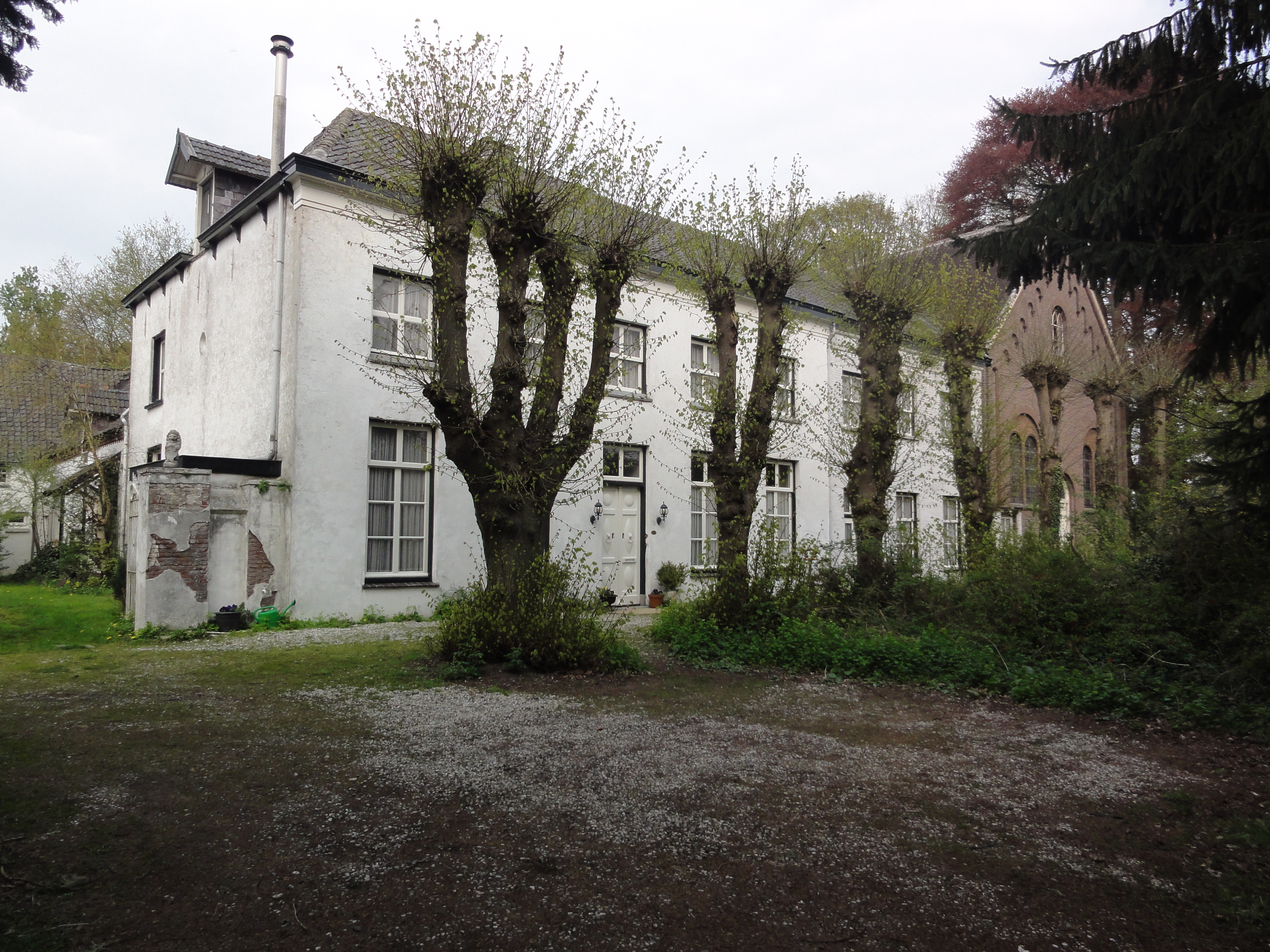
Voormalig klooster St. Elisabeth met schooltje, Heytmorgen 7-9-9A
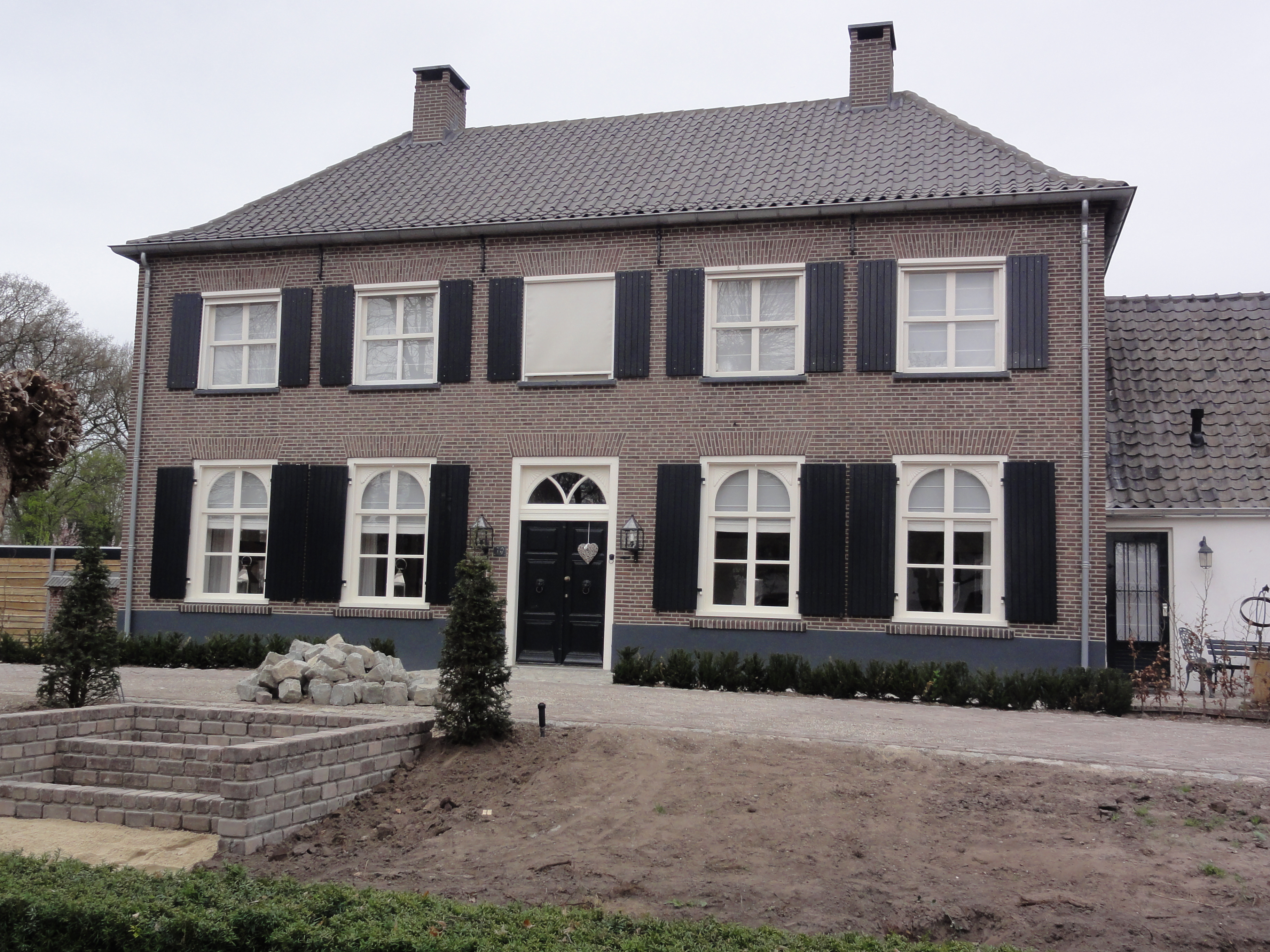
Woonhuis Heytmorgen 19, een Rijksmonument
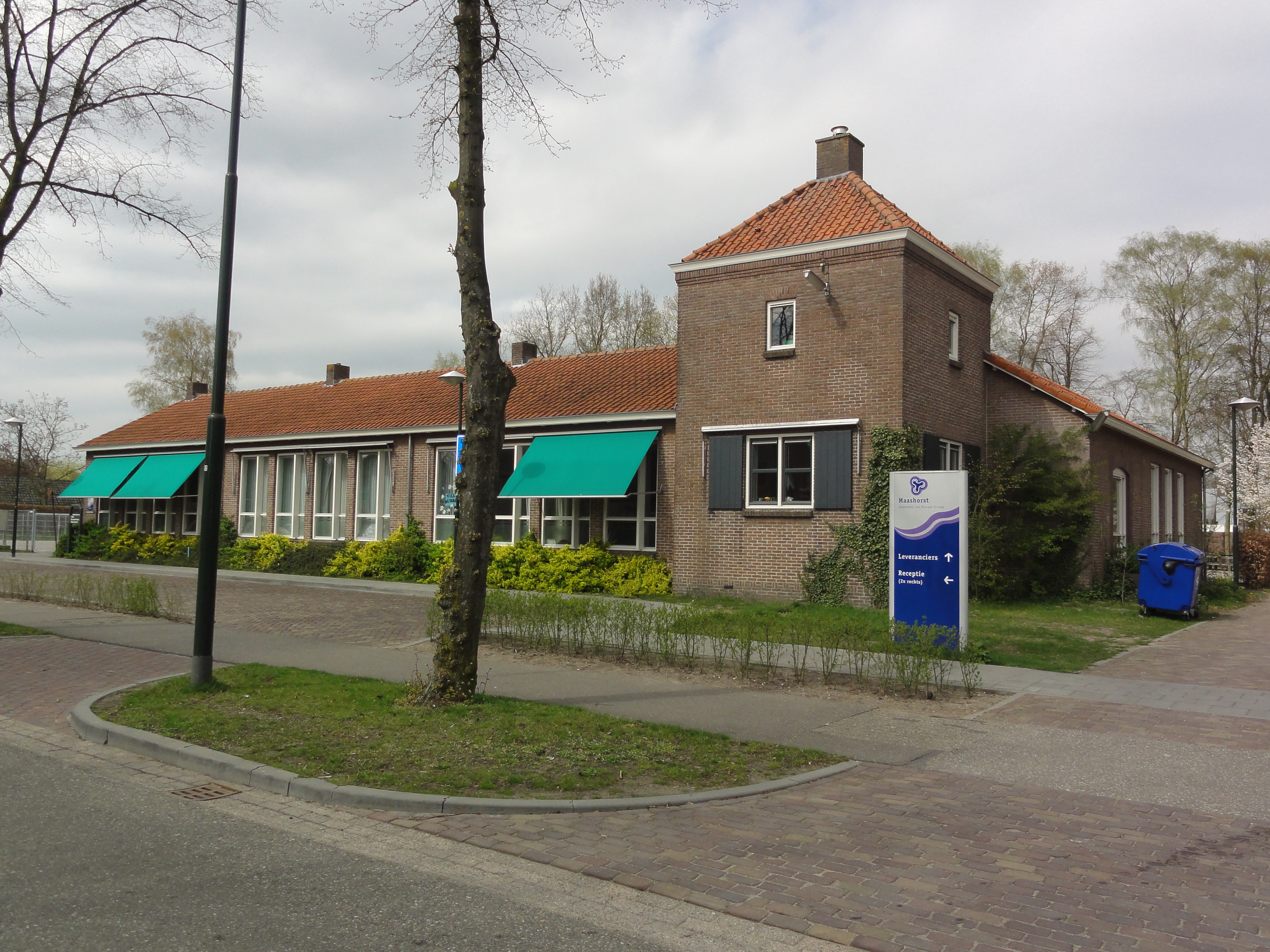
Basisschool
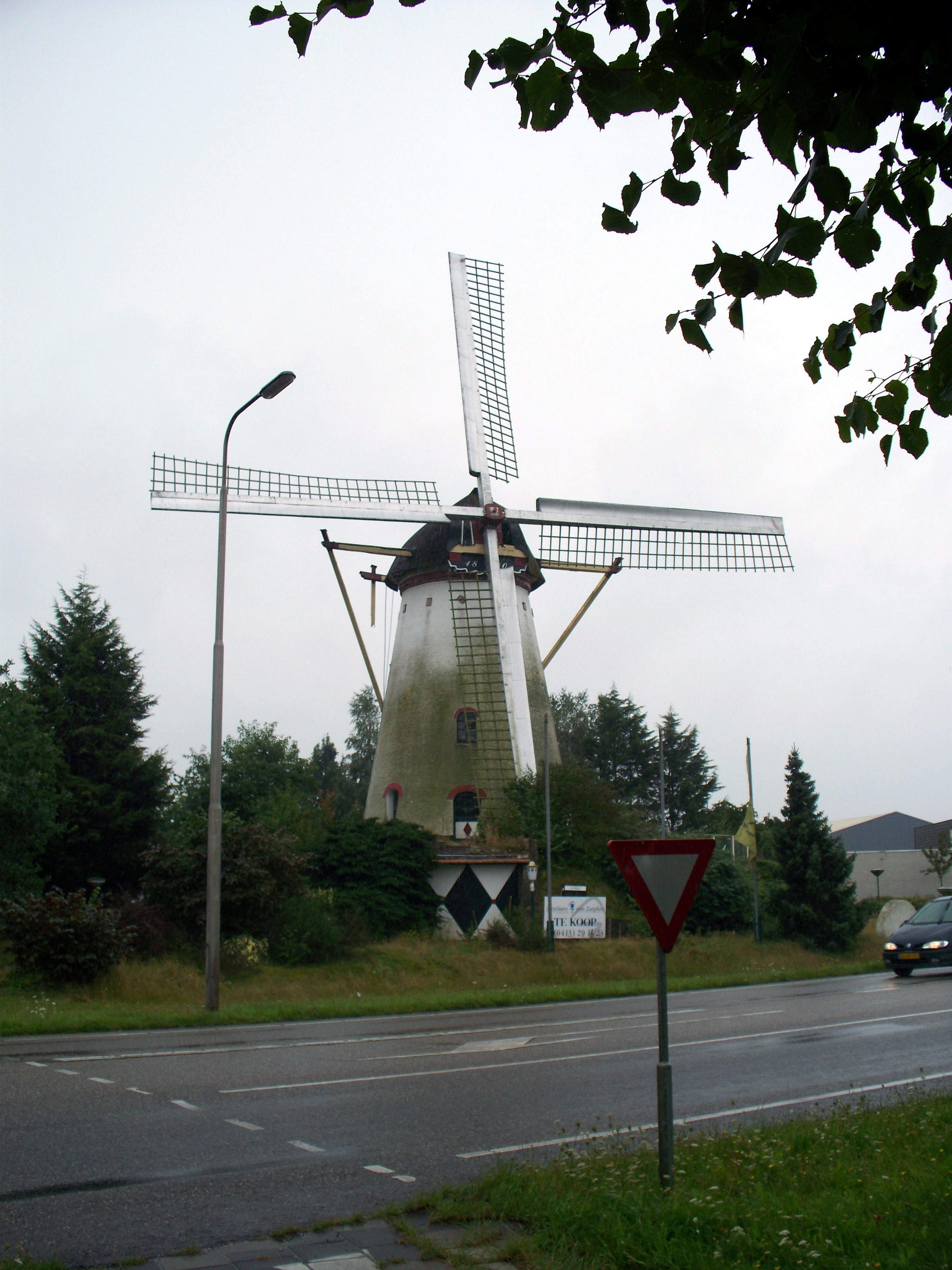
De hellemolen of witte molen

## Natuur en landschap
Reek ligt op de overgang tussen het door de Maas beïnvloede gebied in het noorden, waar de Hertogswetering loopt en de Beerse Maas heeft gestroomd, en het pleistocene gebied in het zuiden. Aldaar bevinden zich de aaneengeschakelde naaldboscomplexen: Het militair terrein Reekse Heide, het natuurgebied Mineursberg, en de Gaalse Heide.

## Bevolkingsontwikkeling
| Jaar* | Inwoners |
| ----- | -------- |
| 1995  | 1.670    |
| 1997  | 1.660    |
| 1999  | 1.670    |
| 2000  | 1.690    |
| 2001  | 1.640    |
| 2002  | 1.670    |
| 2003  | 1.680    |

| Jaar* | Inwoners |
| ----- | -------- |
| 2004  | 1.690    |
| 2005  | 1.710    |
| 2006  | 1.690    |
| 2007  | 1.680    |
| 2008  | 1.670    |
| 2009  | 1.690    |
| 2010  | 1.715    |

| Jaar* | Inwoners |
| ----- | -------- |
| 2011  | 1.709    |
| 2012  | 1.701    |
| 2013  | 1.725    |
| 2014  | 1.707    |
| 2015  | 1.699    |
| 2016  | 1.708    |
| 2017  | 1.747    |

| Jaar* | Inwoners |
| ----- | -------- |
| 2018  | 1.736    |
| 2019  | 1.720    |
| 2020  | 1.740    |
| 2021  | 1.770    |
| 2022  | 1.770    |
| 2023  | 1.770    |

* Het aantal inwoners op 1 januari. De cijfers zijn tot en met het jaar 2009 aselect afgerond op tientallen. Voor het jaar 2010 zijn ze aselect afgerond op vijftallen. Vanaf 2011 zijn de cijfers niet afgerond.

## Verenigingen
Vrouwen Reek Samen 
- Biljartclub BC Reek
- Burgt Muay Thai
- Dames/heren gymclub Schaijk/Reek
- Muziekvereniging Semper Crescendo (opgericht in 1942)
- Nu-Yoga
- Stichting Motorcross Reek
- Tennisvereniging Reek (opgericht in 1979)
- Voetbalvereniging RKSV Achilles Reek (opgericht in 1912)

Voormalige verenigingen
- Korfbalvereniging D.I.O.S.[3]
- Tafeltennisvereniging Ferose[4]
- Volleybalvereniging Amicitia (in 1972 gefuseerd met „Schavot” uit Schaijk tot „Torpedo Schaijk - Reek”)

## Beroemde inwoners
- Arnold Borret (1751-1831) apostolisch vicaris, pastoor te Reek en aldaar gestorven
- Franciscus Cornelius Smits (1800-1876) en tal van zijn familieleden, orgelbouwers, werkzaam te Reek
- André van Duren (1958) regisseur van o.a. de films Kees de jongen en De bende van Oss
- Rob Derks (1974) striptekenaar.

## Aangrenzende plaatsen
| Aangrenzende plaatsen | Aangrenzende plaatsen | Aangrenzende plaatsen | Aangrenzende plaatsen | Aangrenzende plaatsen |
| --------------------- | --------------------- | --------------------- | --------------------- | --------------------- |
| Herpen                |                       | Overlangel, Keent     |                       |                       |
|                       |                       |                       |                       |                       |
| Schaijk               | Velp, Escharen        |                       |                       |                       |
|                       |                       |                       |                       |                       |
|                       |                       | Zeeland               |                       | Langenboom            |

## Fotogalerij

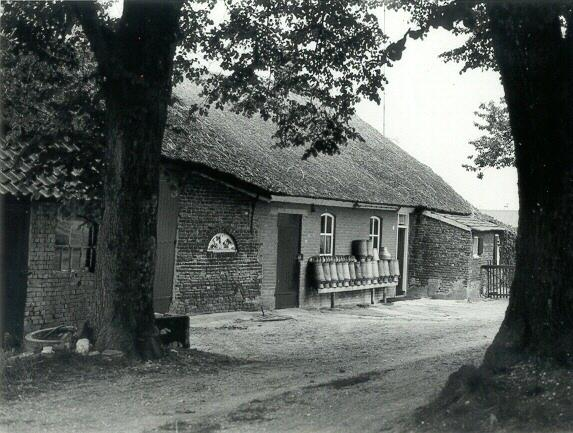
Reek, oude boerderij
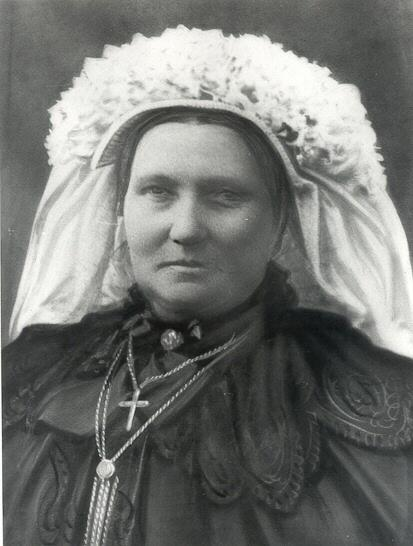
Reek, poffer, brabantse muts

Hoofdplaats: Uden      

Dorpen: Odiliapeel · Reek · Schaijk · Volkel · Zeeland 

Buurtschappen: Bedaf · Biesthoek · Brand ·  Duifhuis (Uden) · Duifhuis (Zeeland) · Eikenheuvel · Gaal · Graspeel · Heikant · Hengstheuvel · Hoefkens · Hooge Heide · Hoogveld · Hultje · Kleuter · Kooldert · Kreitsberg · Lagenheuvel · Lankes · Loo · Maatsehei · Moleneind · 't Mun · Nabbegat · Niemeskant · Oosterens · Oventje · Rakt (deels) · Rusven · Schadron · Slabroek · Strepen · Trent · Velmolen · Vloet · Voederheil · Weeg · Witte Dellen · Zevenhuis
Noord-Brabant: Steden en dorpen      Nederland: Provincies · Gemeenten